# P-6/P-35
P-6 / P-35 (ros. П-6 / П-35; w kodzie NATO: SS-N-3A/B Shaddock) – radzieckie przeciwokrętowe odrzutowe pociski manewrujące dalekiego zasięgu, klasy woda-woda lub ziemia-woda, z lat 60. XX wieku. Wystrzeliwane w wersji P-6 z okrętów podwodnych, a w wersji P-35 z krążowników rakietowych lub wyrzutni nadbrzeżnych. Zmodernizowaną wersją P-35 był pocisk Progriess (Прогресс).

## Historia rozwoju

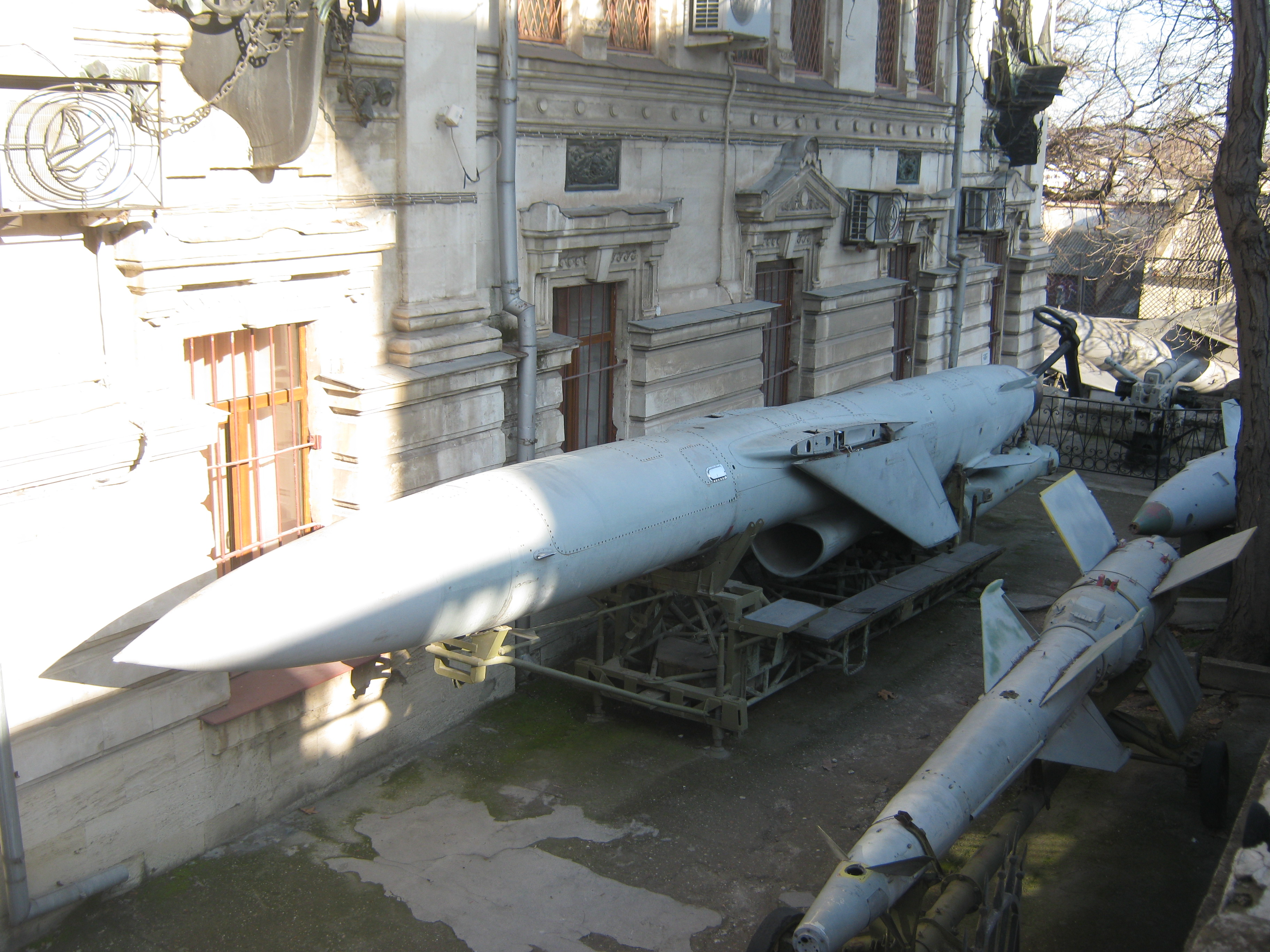
Pocisk P-6 ze złożonymi skrzydłami

Pociski P-6 (4K48) i P-35 (4K44) zostały opracowane pod koniec lat 50 XX wieku w biurze OKB-52, głównego konstruktora W. Czełomieja, na podstawie postanowień Rady Ministrów z 1956 roku. Główną cechą pocisków była możliwość naprowadzania na cele poza horyzontem i miały one służyć przede wszystkim do zwalczania grup lotniskowcowych sojuszu NATO. Oba pociski były zbliżone do siebie, główną różnicę stanowiło przeznaczenie – P-6 był przewidziany na uzbrojenie okrętów podwodnych, a P-35 – nawodnych. Pociski opracowano w układzie odrzutowych dwustopniowych pocisków skrzydlatych (I stopień – silniki rakietowe, II stopień – marszowy silnik turboodrzutowy). Skośne skrzydła o małej rozpiętości były rozkładane po starcie. Płatowiec pocisku P-6 stanowił rozwinięcie strategicznego pocisku P-5, a ich stopień unifikacji był wysoki, przy takich samych gabarytach. Konstrukcyjne różnice wynikały między innymi z konieczności umieszczenia w nosie pocisku radaru, pod osłoną dielektryczną. Pocisk P-35 natomiast miał nieco zmniejszone gabaryty i masę dla ułatwienia stosowania go na okrętach nawodnych wielkości niszczycieli. Jego lżejsza głowica była krótsza o 0,5 m, podobnie krótszy o 0,5 m był nowy silnik marszowy. Wizualnym elementem odróżniającym go od P-6 stał się półstożek w dolnym wlocie powietrza. Dla obu pocisków przewidziana była też możliwość przenoszenia głowicy atomowej.
System kierowania Antiej pocisku P-6 i okrętowy system naprowadzania Argumient opracował instytut NII-49 w Leningradzie (późniejszy Granit), a system kierowania Błok pocisku P-35 i okrętowy system naprowadzania Binom – instytut NII-10 w Moskwie (późniejszy Altair). Same pociski też opracowywały różne zespoły biura OKB-52 (P-6: w Reutowie, P-35: w Moskwie). Takie rozproszenie środków było nieekonomiczne, lecz dawało większą gwarancję opracowania udanego systemu przez jedno z biur. Pierwotnie pocisk P-35 miał być opracowany przez biuro OKB-155 (MiG), lecz w 1956 roku zlecono to biuro Czełomieja.
Pierwszy start próbnego pocisku P-35 odbył się 21 października 1959 roku. Starty morskie z okrętu doświadczalnego OS-15 (zaadaptowany okręt transportowy proj. 568 „Ilet”) prowadzono na Morzu Kaspijskim od lipca 1960 roku. Podczas prób, pocisk bez głowicy bojowej zatopił m.in. nieukończony niszczyciel proj. 48 „Kijew” jako okręt-cel. System przyjęto na uzbrojenie postanowieniem z 7 sierpnia 1962 roku. 
Pierwszy start próbnego pocisku P-6, jeszcze bez systemu naprowadzania, odbył się 23 grudnia 1959 roku. Próby prowadzono w latach 1960-1963, w tym od 1963 na okrętach podwodnych. 23 czerwca 1963 roku postanowieniem Rady Ministrów przyjęto kompleks rakietowy P-6 na uzbrojenie. Późniejszym ulepszonym wariantem był P-6M (4K48). Opracowano także na bazie pocisku P-6 cel latający RM-6.
W 1973 roku rozpoczęto opracowanie na bazie P-35 zmodernizowanego pocisku 3M44 Progriess, różniącego się głównie ulepszoną aparaturą naprowadzania z większą odpornością na zakłócenia oraz dłuższym lotem na małej wysokości w celu zmniejszenia prawdopodobieństwa wykrycia. Od razu po uchwyceniu i wyborze celu pocisk schodził na małą wysokość, wyłączając radiolokator, po czym ponownie włączał system samonaprowadzania w bliższej odległości od celu. Już pod koniec lat 70. system ten zaczął wchodzić do służby, natomiast formalnie w 1982 został przyjęty na uzbrojenie okrętów proj. 58 i 1134 i systemów Utios i Riedut w miejsce pocisków P-35. Dalszym rozwinięciem i następcą pocisków P-6 był natomiast pocisk P-500 Bazalt.
W kodzie NATO pociski P-6 oznaczono SS-N-3A Shaddock, a P-35 - SS-N-3B Shaddock (natomiast pociski P-5 - SS-N-3C).

## Opis

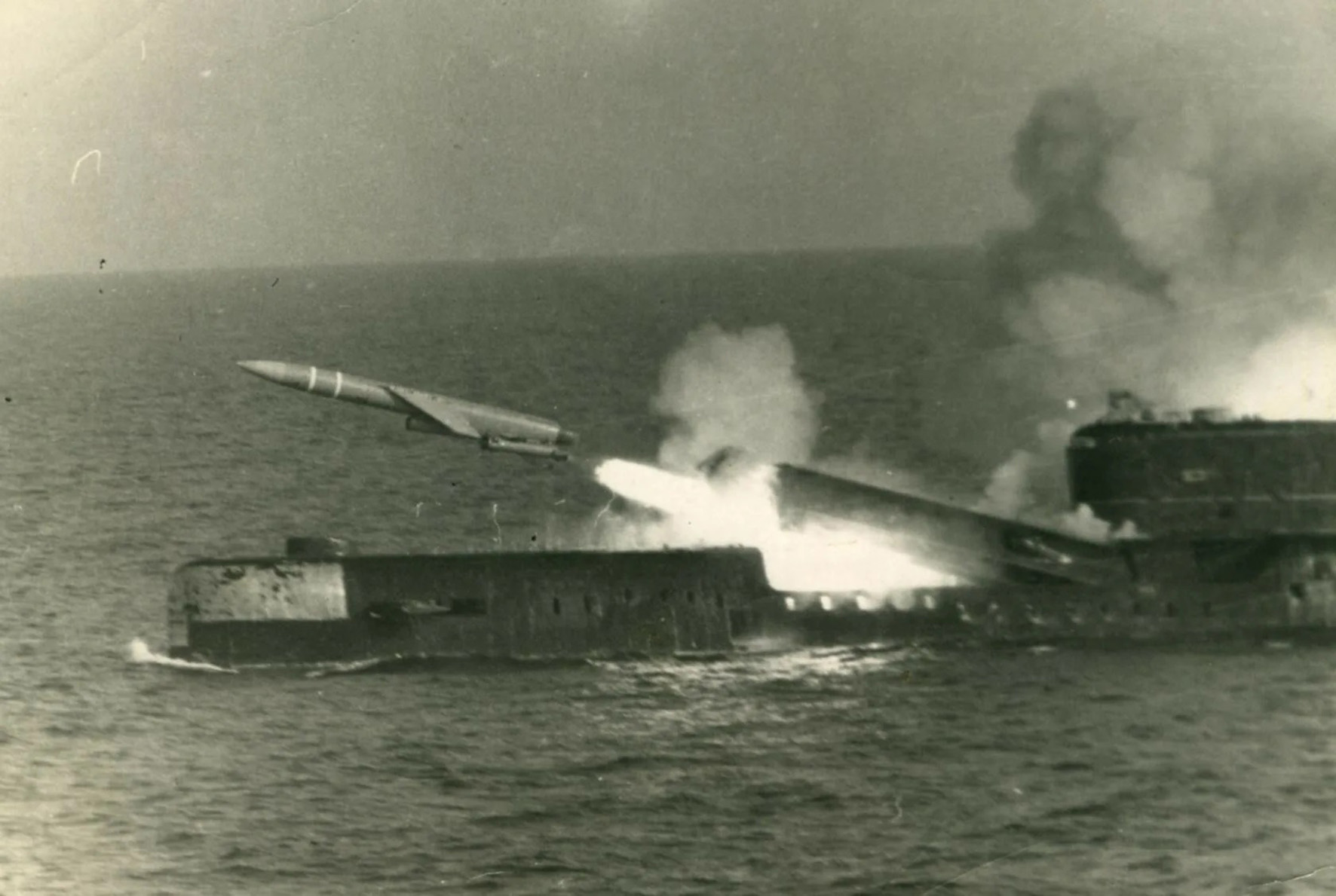
Wystrzelenie pocisku P-6 lub P-5 z okrętu podwodnego proj. 675

Przez okres naprowadzania pocisku okręt musiał utrzymywać z nim kontakt radiowy. Pocisk leciał początkowo w kierunku celu na dużej wysokości na autopilocie, przy czym jego lot mógł być zdalnie korygowany z okrętu. Głowica radarowa pocisku wykrywała następnie cele i przekazywała ich dane na okręt, gdzie operator dokonywał wyboru celu. Po wyborze celu, pocisk obniżał lot do 100 m i dalej samonaprowadzał się na cel, po czym nurkował w jego kierunku. Wadą takiego rozwiązania była jednak konieczność przebywania okrętu podwodnego w wynurzeniu do czasu wykrycia celu przez pocisk (lot trwał 10-15 minut). Odległość użycia pocisków w wariancie zdalnego kierowania, z wyborem celu, ograniczona była horyzontem radiolokacyjnym, stąd na maksymalne odległości pocisk musiał lecieć na dużej wysokości, żeby uchwycić cel znajdujący się poza horyzontem. Ujemną cechą takiego rodzaju naprowadzania była też możliwość wykrycia przez przeciwnika pracy radaru pocisku i podjęcia środków przeciwdziałania oraz wrażliwość transmisji na stosowane zakłócenia aktywne. Pocisk lecący na dużej wysokości był też łatwiejszy do wykrycia przez radar. Przy całym locie na mniejszej wysokości zasięg spadał do ok. 110 km. Przy znanym położeniu celu, pocisk P-35 mógł być naprowadzany z okrętu, bez pracującego radiolokatora. Można było też wystrzeliwać pociski w reżimie autonomicznym, bez wskazywania celów, co umożliwiało niższy profil lotu, jednak wtedy z reguły pocisk naprowadzał się na pierwszy wykryty cel. Możliwość taka mogła być przydatna przy wypuszczaniu zmasowanych salw, trudniejszych do odparcia. Dalekie wykrywanie celów i naprowadzanie pocisków mogło być dokonywane za pomocą śmigłowców pokładowych Ka-25C lub samolotów patrolowych Tu-95RC, za pomocą systemu Uspiech.
Z jednego okrętu można było wystrzelić naraz w ciągu 15 minut salwę czterech pocisków, atakujących ten sam zespół okrętów. Z okrętów podwodnych pociski wystrzeliwane były w położeniu wynurzonym, od wynurzenia do startu pierwszego pocisku potrzeba było 3 minut. Aparatura naprowadzania w wariancie używanym na okrętach podwodnych mogła naprowadzać tylko cztery pociski jednocześnie. Na krążownikach projektu 58 również można było naprowadzać cztery pociski jednocześnie, a na krążownikach projektu 1134 – dwa pociski (dalsze pociski mogły być wystrzelone w reżimie autonomicznym).
Zasięg P-6 wynosił 250 km przeciw pojedynczym celom i 350 km przeciw grupom okrętów, prędkość lotu między 1450 a 1650 km/h (wyższa na dużej wysokości). Wysokość lotu wynosiła do 7000 m, a na końcowym odcinku 70–120 m. Prawdopodobieństwo porażenia celu obliczano na 0,7-0,8. Głowica miała masę ok. 1000 kg. Silnik marszowy KRD-26 był taki, jak w pocisku P-5, o ciągu 2500 kG. 
Zasięg pocisku P-35 wynosił od 25 do 250 km (ostatecznie przedłużony do 300 km), a prędkość lotu 1400 km/h na końcowym odcinku. Inne źródła wskazywały prędkość do 1,5 Ma. Zasięg wykrywania radaru rakiety wynosił 80–120 km, a samonaprowadzanie było możliwe z odległości 40 km. Wysokość lotu była ustalana na 400, 4000 lub 7000 m, a przed celem zmniejszała się do 100 m. Pocisk P-35 mógł być także wykorzystywany przeciw celom lądowym, wówczas był naprowadzany komendami radiowymi i głowica radarowa nie była używana, a kąt nurkowania na cel wynosił 60°, bez obniżenia lotu. Głowica bojowa pocisku miała masę 560 kg, w tym 405 kg materiału wybuchowego. Głowica o symbolu 4G48 była kumulacyjno-odłamkowa; można było także zastosować głowicę atomową o mocy 20 kiloton. Masa startowa wynosiła 4,2 t, a w locie: 3,8 t. Silnik marszowy KR-7-300 o ciągu 2100 kG opracowany był przez biuro OKB-300 Tumanskiego. 

## Zastosowanie
Pociski P-6/P-35 przenoszone były przez:
- okręty podwodne projektu 651 (Juliett) - 4 wyrzutnie P-6
- atomowe okręty podwodne projektu 675 - 8 wyrzutni P-6
- krążowniki rakietowe projektu 58 (typu Groznyj) - 8 wyrzutni P-35 (16 pocisków)
- krążowniki rakietowe projektu 1134 (typu Bierkut) - 4 wyrzutnie P-35

Oprócz okrętów, pociski P-35 były wykorzystywane w stacjonarnych kompleksach brzegowych Utios pod Sewastopolem i na wyspie Kildin oraz w samobieżnych wyrzutniach naziemnych SPU-35 kompleksu Riedut. 
Pociski te już pod koniec zimnej wojny stały się przestarzałe i mało skuteczne do zwalczania okrętów, zwłaszcza grup lotniskowcowych, gdyż mogły być przechwytywane przez nowe pociski przeciwlotnicze, a nawet myśliwce pokładowe, podobnie jak nowsze radzieckie ciężkie pociski skrzydlate typu Bazalt. Ocenia się też, że ich system naprowadzania na cel był zawodny i podatny na zakłócanie. Wszystkie okręty je przenoszące wycofano ze służby w marynarce Rosji w pierwszej połowie lat 90, z wyjątkiem krążownika „Admirał Gołowko”, wycofanego w 2002 roku. Po tym pozostały jedynie na uzbrojeniu kompleksów brzegowych.
24 kwietnia 2000 roku doszło do incydentu, kiedy niewielki ukraiński statek pasażersko-towarowy „Wereszczagino”, który znalazł się na akwenie ćwiczeń, został trafiony ćwiczebnym pociskiem P-35 z kompleksu brzegowego na półwyspie Chersones – pozbawiona głowicy bojowej rakieta przeszła na wylot przez nadbudówkę, raniąc jedną osobę.
Pociski rodziny P-6/P-35 bardzo długo nie były używane bojowo. Pierwszy zarejestrowany przypadek miał miejsce dopiero w styczniu 2024 roku podczas Inwazji Rosji na Ukrainę, gdzie po niemal dwóch latach konfliktu, z powodu głodu amunicyjnego, Rosjanie zdecydowali się użyć tego przestarzałego uzbrojenia wystrzeliwanego z kompleksu lądowego przeciw celom w Ukrainie.